# USS Caldwell (DD-605)
DD 605 Caldwell (Корабль Соединённых Штатов Колдуэлл) — американский эсминец типа Benson.
Заложен на верфи Bethlehem Steel, San Francisco 24 марта 1941 года. Заводской номер: 5368. Спущен 15 января 1942 года, вступил в строй 10 июня 1942 года.
Выведен в резерв 16 апреля 1946 года. Из ВМС США исключён 1 мая 1965 года.
Продан 4 ноября 1966 года фирме «Boston Metals Co.» в Балтиморе и демонтирован.